# Николаус Рудолф фон Енцберг
Николаус Рудолф Август Йозеф фон Енцберг (на немски: Nikolaus Rudolf August Josef Graf von Enzberg; * 11 март 1846 в Мюлхайм; † 13 май 1901 в Мюлхайм на Дунав) е фрайхер и граф от благородническия род фон Енцберг на река Енц в Баден-Вюртемберг.
Той е син на фрайхер Николаус Франц Леополд Август Антон фон Енцберг (* 20 март 1816, Мюлхайм; † 13 април 1879, Мюлхайм) и съпругата му фрайин Луиза фон Леопрехтинг (* 27 октомври 1826, Манхайм; † 5 ноември 1886, Мюлхайм), дъщеря на фрайхер Карл Август фон Леопрехтинг и баронеса Мари Анна Барбара Петит дес Ландес е де Мобуюсон. Внук е на фрайхер Николаус Леополд фон Енцберг (1783 – 1855) и графиня Мария Йозефа Кресценция фон Валдбург-Цайл-Траухбург (1786 – 1850), дъщеря на 1. княз Максимилиан фон Валдбург-Цайл-Траухбург (1750 – 1818) и фрайин Йохана Мария Йозефа Клеофа фон Хорнщайн (1752 – 1797).
През 1409 г. господарите фон Енцберг купуват господството Мюлхайм на Дунав и го правят новата си резиденция. Дворецът Мюлхайм и днес е резиденция на фамилията.

## Фамилия
Николаус Рудолф фон Енцберг се жени на 28 януари 1875 г. в Цайл за Анна Мария Дезидерата Вилхелмина Марта фон Валдбург-Цайл-Траухбург (* 9 октомври 1844, Цайл; † 17 май 1877, Мюлхайм), дъщеря на 3. княз Константин фон Валдбург-Цайл-Траухбург (1807 – 1862) и графиня Максимилиана фон Кват цу Викрат и Исни (1813 – 1874).  Бракът е бездетен.
Николаус фон Енцберг се жени втори път на 24 февруари 1880 г. във Вюрцбург за фрайин Анна Грос фон Трокау (* 23 септември 1855, Вюрцбург; † 29 април 1941, Мюлхайм), дъщеря на фрайхер Ото Грос фон Трокау (1829 – 1880) и фрайин Йохана фон и цу Рейн (1831 – 1872). Те имат един син:
- Николаус Антон Рогер Бенедикт Мария Михаел фон Енцберг (* 10 ноември 1896, Мюлхайм а.Д.), фрайхер, женен на 2 май 1932 г. в Берлин за Магдалена Хойзер (* 8 юни 1905, Хамбург), дъщеря на Вилхелм Хойзер и Анна Теде. Те имат две деца:
  - Николаус Петер фон Енцберг (* 7 февруари 1934, Берлин)
  - Мария Криста фон Енцберг (* 13 ноември 1938, Берлин)